# Alloteuthis subulata
Alloteuthis subulata (Lamarck, 1798) è una specie di calamaro appartenente alla famiglia Loliginidae.

## Descrizione
Alloteuthis subulata presenta un mantello lungo e stretto con una lunga coda, appuntita nelle femmine adulte e ancora più allungata e simile a una spina nei maschi adulti. Le pinne sono a forma di rombo, con lati appuntiti e margini posteriori concavi che si estendono lungo la coda. I tentacoli, corti e delicati, hanno clave piccole e strette. Il colore di questa specie è normalmente grigio pallido, con molte macchie marroni o violacee.
La lunghezza totale può raggiungere i 21 cm, mentre la lunghezza massima del mantello è di 14 cm.

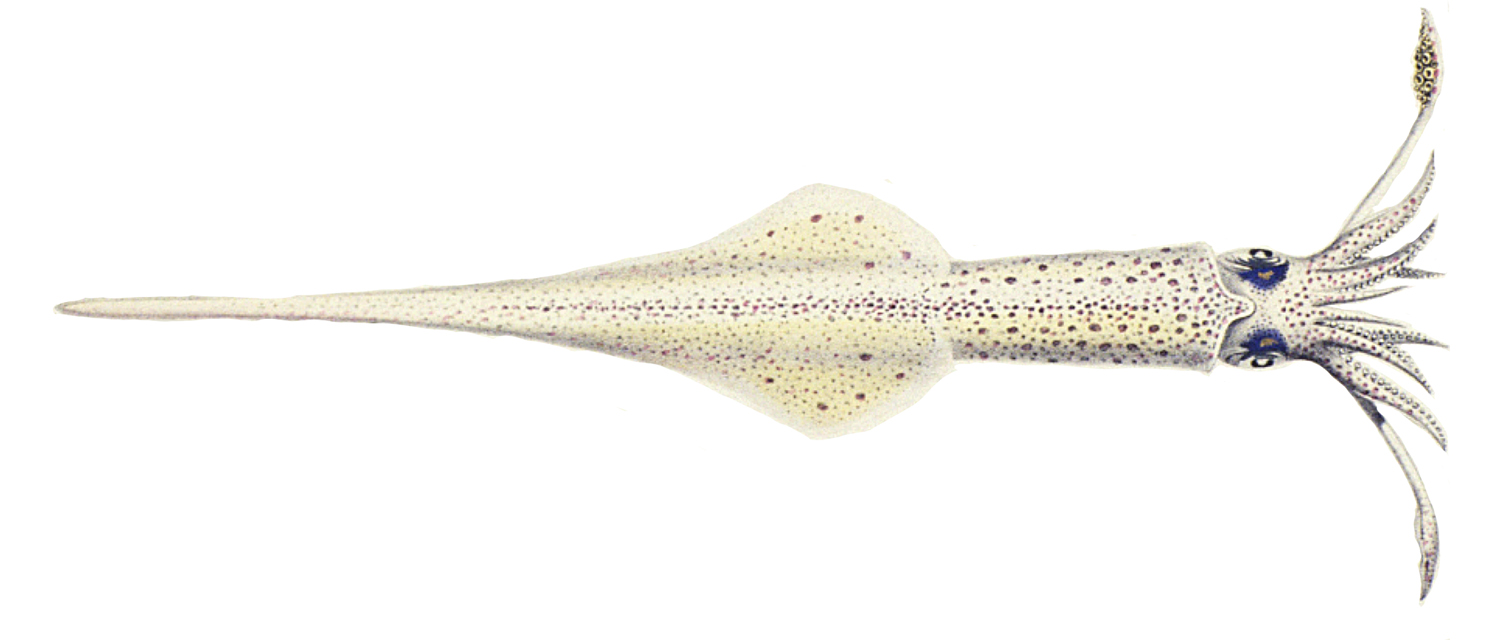
Alloteuthis subulata in un disegno

## Distribuzione e habitat
Alloteuthis subulata si trova nell'Oceano Atlantico orientale, fino al Nord-ovest dell'Africa, nel Mare del Nord, nel Mar Baltico occidentale e nel Mar Mediterraneo. Nelle acque britanniche, la sua distribuzione tende a concentrarsi nelle regioni meridionali, ma è stata segnalata fino al Solway Firth e al Firth of Clyde, nel nord.
Alloteuthis subulata è solitamente associato alla colonna d'acqua sopra fondali sabbiosi e duri.

## Biologia
I maschi e le femmine di Alloteuthis subulata arrivano insieme nelle acque costiere del Mare del Nord all'inizio dell'estate. La stagione riproduttiva è limitata ai mesi di giugno e luglio. Le uova sono ricoperte da una sostanza gelatinosa e deposte in filamenti, che vengono fissati a oggetti duri sul fondale marino. Le uova si schiudono dopo circa 2 settimane, con i giovani calamari lunghi circa 2 mm. Questi compaiono per la prima volta nei campioni di plancton verso la fine di luglio e, dopo circa 15-30 giorni, passano a uno stile di vita demersale.
A novembre, quando hanno 3 mesi e misurano circa 3 cm di lunghezza, si spostano fuori dal Mare del Nord, per poi tornare la primavera successiva. A quel punto avranno raggiunto una lunghezza di circa 5 cm. La loro aspettativa di vita varia tra 1 e 2 anni.
Questa specie si nutre di piccoli pesci e di pesci giovani.

## Pesca
Alloteuthis subulata viene generalmente catturato come pesca accessoria nelle attività di pesca a strascico mirate ad altre specie in tutta la sua area di distribuzione. Nel Mar Mediterraneo, questa specie viene solitamente pescata a profondità comprese tra 20 e 120 metri, su fondali sabbioso-fangosi. I calamari così catturati possono essere commercializzati sia freschi che congelati. Non esistono statistiche separate per questa specie, poiché le catture non vengono distinte da quelle di Alloteuthis media.